# Шемаха (Челябинская область)
Шемаха́ — село в Нязепетровском районе Челябинской области. 

## География
Село расположено на правом берегу Уфы, возле впадения правого притока — реки Шемаха. Расстояние до Нязепетровска по дороге — 36 км, по воде — 90 км. Ближайшие железнодорожные станции — Сказ (6 км северо-восточнее Шемахи в п. Сказ) и Арасланово (7 км юго-восточнее в посёлке Арасланово) на линии Бердяуш — Михайловский Завод.
Центр муниципального образования — Шемахинское сельское поселение.

## История
Первые стоянки человека, обнаруженные в окрестностях села, имеют возраст 7—8 тысяч лет. Село Шемаха основано в 1714. В период основания это место называлось Сорокинская пристань, поселение — Сорокино, с XIX века — Шемахинский железоделательный завод. В начале XX века верхняя часть села ещё называлась Сорокино, а нижняя — Шемаха. Позже название Сорокино вышло из употребления.
Согласно местной легенде, Сорокинская пристань была основана на месте существующего зимовья (кош) катайцев возглавляемое Шемахуллой. От его имени и произошло название речки Шемаха, от названия которой в свою очередь и название села.
Есть данные, что в 1716 Никитой Никитичем Демидовым на месте Шемахи был основан казённый завод по производству пушечных ядер.
Шемахинский железоделательный завод основан (по другим сведениям — куплен) в 1809 (1812) вольским купцом 1-й гильдии Львом Ивановичем Расторгуевым. Железоделательный завод находился на реке Шемаха и принадлежал к округу Кыштымских заводов, не имея самостоятельного значения — относился к числу вспомогательных, производил передел чугуна Нязепетровского завода. Здесь производилось небольшое количество сортового железа, гвоздей и якорей (до 72-80 т в год). К концу XIX века оборудование износилось и объём производства сократился. В 1907 завод окончательно закрылся. В XX веке плотина заводского пруда была разрушена, и пруд перестал существовать.
До постройки проходящей в пяти километрах восточнее села Западно-Уральской железной дороги (1916 г.) и ветви Екатеринбург-Кыштым-Челябинск Уральской горнозаводской железной дороги (1896 г.) соединивших промышленные центры Урала с Транссибом, город был перевалочным пунктом грузов, сплавляемых через Сорокинскую пристань в Красноуфимск и Уфу; с проведением железной дороги он потерял и это значение. Также, через Сорокинскую пристань доставлялась продукция Каслинского и Кыштымских чугуноплавильного и железоделательного заводов сплавным путём по реке Уфе в европейскую часть России.
В советские годы в Шемахе располагался совхоз «Шемахинский», в котором работало до 1100 человек.
Административно Шемаха входила в состав следующих территорий:
- Уфимской провинции Казанской губернии — (1714—1728);
- Уфимской провинции — (1728—1744) — с переподчинением Сенату Уфимской провинции;
- Уфимской провинции Оренбургской губернии — (1744—1775) — с созданием Оренбургской губернии;
- Оренбургской губернии — (1775—1781) — с упразднением провинций;
- Красноуфимского уезда Пермской области Пермского наместничества (1781—1796) — с созданием Пермского наместничества;
- как село «Шемахинский завод» в составе Шемахинской волости Красноуфимского уезда Пермской губернии (1796—1919) — с созданием Пермской губернии;
- Шемахинской волости Красноуфимского уезда Екатеринбургской губернии (1919—1923) — с созданием Екатеринбургской губернии;
- Михайловского района Екатеринбургского округа Уральской области (1923—1924 г.г.) — с созданием Уральской области;
- Михайловского района Свердловского округа Уральской области (1924—1930 г.г.) — с переименованием Екатеринбургского округа в Свердловский округ;
- Шемахинского сельского совета Михайловского района Уральской области (1930—1932 г.г.) — с упразднением округов Уральской области;
- Шемахинского сельского совета Нязе-Петровского района Уральской области (1932—1934 г.г.) — с укрупнением районов Уральской области[20];
- Нязепетровского района Челябинской области (с 1934 г.) — с созданием Челябинской области.

- Уфимской провинции Казанской губернии — (1714—1728);
- Уфимской провинции — (1728—1744) — с переподчинением Сенату Уфимской провинции;
- Уфимской провинции Оренбургской губернии — (1744—1775) — с созданием Оренбургской губернии;
- Оренбургской губернии — (1775—1781) — с упразднением провинций;
- Красноуфимского уезда Пермской области Пермского наместничества (1781—1796) — с созданием Пермского наместничества;
- как село «Шемахинский завод» в составе Шемахинской волости Красноуфимского уезда Пермской губернии (1796—1919) — с созданием Пермской губернии;
- Шемахинской волости Красноуфимского уезда Екатеринбургской губернии (1919—1923) — с созданием Екатеринбургской губернии;
- Михайловского района Екатеринбургского округа Уральской области (1923—1924 г.г.) — с созданием Уральской области;
- Михайловского района Свердловского округа Уральской области (1924—1930 г.г.) — с переименованием Екатеринбургского округа в Свердловский округ;
- Шемахинского сельского совета Михайловского района Уральской области (1930—1932 г.г.) — с упразднением округов Уральской области;
- Шемахинского сельского совета Нязе-Петровского района Уральской области (1932—1934 г.г.) — с укрупнением районов Уральской области[20];
- Нязепетровского района Челябинской области (с 1934 г.) — с созданием Челябинской области.

## Население
| 2002 | 2010 |
| ---- | ---- |
| 897  | ↘713 |

2010
Население Шемахи росло до начала XX века (свыше 3 тысяч человек, зафиксированный в 1911 максимум — 4500), затем стало падать.
Падение численности населения продолжается до сих пор, хотя после 2000 замедлилось по ставнению с 1990-ми. Замедление падения в большей степени идёт за счёт снижения смертности, миграция населения остаётся примерно на одном уровне.
С мая 1928 г. по март 1929 г. в Шемахе жил и работал землеустроителем Л. И. Брежнев.

## Культура
В селе действует дом культуры — филиал № 4 Нязепетровского районного дома культуры.
В 2024 году проведена историко-культурная экспертиза разрушенной плотины заводского пруда, возведённой в XIX веке, которую вместе с сопутствующими постройками рекомендовано включить в число объектов культурного наследия под названием «Ансамбль бывшего железоделательного завода на реке Шемаха». Объекты находятся в аварийном состоянии, но представляют собой ценность как часть индустриальной истории Горнозаводского края.

## Религия
Действует православный молельный дом, ведётся строительство деревянной церкви.

## Экология
Шемаха и соседние населённые пункты — с. Арасланово, п. Арасланово, п. Сказ, д. Межевая, д. Ташкинова и п. Табуска — находятся возле границ участка, куда с 2010, после изменения траектории, будут два раза в год падать обломки первых ступеней запускаемых с Байконура ракет РС-18. Осенью 2008 население и экологи выразили обеспокоенность, несмотря на заявления Роскосмоса об отсутствии серьёзной угрозы — возможно падение обломков ракет, содержащих гептил (несимметричный диметилгидразин), однако Роскосмос оставил решение об изменении траектории в силе.
В окрестностях села обитают редкие в области и занесённые в Красную книгу Челябинской области: степной прыткий муравей (лат. Formica cunicularia), муравей рабовладелец (лат. Formica sanguinea), ковыль перистый (лат. Stipa pennata), дремлик тёмно-красный (лат. Epipactis atrorubens), пыльцеголовник красный (лат. Cephalanthera rubra), минуариция Крашенинникова (лат. Minuartia krascheninnikovii), заразиха бледноцветковая (лат. Orobanche pallidiflora).